# Obchodní řetězec
Obchodní řetězec je společnost vlastnící síť velkoobchodních či maloobchodních prodejen, které mají společné značku, vedení, podobnou architekturu, standardizované obchodní metody. Používají jednotný marketing, jako např. webové stránky, reklamu a reklamní letáky. Shoduje se také nabízený sortiment produktů. V čele organizační struktury stojí centrální útvary, které obstarávají finanční řízení, obchodní politiku, marketing, nákup a logistiku. Pro jednotlivé prodejny zabezpečují operační provoz – objednávky a vystavení zboží, cenotvorbu a činnosti, které souvisí s obsluhou zákazníka.
Vznik obchodních řetězců souvisí s počátkem modelu samoobslužného prodeje. První samoobsluha vznikla v roce 1916 v USA. Později obchodní řetězce zavedly spotřebitelská balení, oddělení platby za zboží od místa jeho výběru. Zkrátil se tak čas nutný k obsluze zákazníka a snížil se i počet potřebných zaměstnanců. Zvětšila se plocha prodejen a množství a druhy nabízených výrobků. První supermarketem byl pravděpodobně King Kullen, který v roce 1930 otevřel Michael J. Cullen. Rozvoj obchodních řetězců souvisí také s velkou hospodářskou krizí, kdy byly nízké ceny nemovitostí, nadbytek zboží a lidé poptávali levné základní potraviny.

## Řetězce v ČR
Podle studie z roku 2023 tvoří řetězce v ČR oligopol, ale konkurence mezi nimi funguje.

### Podle druhu zboží
- Všeobecné a potravinářské – Kaufland, Tesco, Lidl, Albert, Billa
- Nábytek – IKEA, Jysk, Asco
- Spotřební elektronika – Datart, Electro World, Euronics, Planeo
- Drogerie – Dm-drogerie markt, Teta drogerie, Rossmann
- Hobby – BauMax, OBI, Hornbach[4][1]

### Podle majitele
Český maloobchodní je rozdělen mezi osm řetězců, které ovládají 75 % trhu (stav z roku 2021) a tvoří asymetrický oligopol (trh doplňuje velké množství dalších malých hráčů):
- skupina Schwarz Group: Lidl (15,4 %), Kaufland (13 %)
- skupina REWE Group: Billa (6,4 %), Penny Market (8,5 %)
- skupina Ahold Delhaize: Albert ČR (12,5 %)
- Tesco Stores (8,5 %)
- Makro Cash & Carry (5,3 %)
- Globus (4,7 %)

Mezi menší hráče patří například: JIP východočeská (2,7 %), COOP Centrum družstvo (1,9 ), Hruška (1,6 %), COOP Morava (1 %), Tamda Food (0,8 %).

## Kontroverze
Na začátku roku 2024 prodávají v ČR řetězce maso za cenu až o čtvrtinu levněji, než je tržní cena. Lákají tak zákazníky a ztrátu hradí z prodeje jiného zboží, kde mají vyšší obchodní přirážku.